# Carlo Rezzonico
Carlo Rezzonico (ur. 25 kwietnia 1724 w Wenecji – zm. 26 stycznia 1799 w Rzymie) – włoski kardynał, bratanek papieża Klemensa XIII.

## Życiorys
W 1758 mianowany przez niego kardynałem i sekretarzem ds. Memoriałów (petycji). 1758-63 stał na czele Kancelarii Apostolskiej, a od 1763 był kamerlingiem Świętego Kościoła Rzymskiego. Był członkiem powołanej w 1767 roku przez papieża Klemensa XIII w związku z groźbą przyznania praw dysydentom Kongregacji do Spraw Polskich. W 1773 uzyskał promocję do rangi biskupa suburbikarnej diecezji Sabina i przyjął sakrę biskupią z rąk kardynała Giovanni Francesco Albani. Brał udział w konklawe 1769 i Konklawe 1774–1775. Biskup Porto e Santa Rufina od 1776. Archiprezbiter bazyliki laterańskiej od stycznia 1781. W styczniu 1777 mianowany sekretarzem Kongregacji Rzymskiej i Powszechnej Inkwizycji, stał na jej czele aż do śmierci. Został pochowany w swym kościele tytularnym S. Marci.